# أداء الخمس من المغنم (إسلام)
أداء الخُمس من المغنم هو شعيرةإسلامية  من الفرائض، ويعني دفع خُمس الغنائم التي يحصل عليها المسلمون نتيجة الحرب مع الكفار ودفعها لأصناف وردت في القرآن ﴿وَاعْلَمُوا أَنَّمَا غَنِمْتُمْ مِنْ شَيْءٍ فَأَنَّ لِلَّهِ خُمُسَهُ وَلِلرَّسُولِ وَلِذِي الْقُرْبَى وَالْيَتَامَى وَالْمَسَاكِينِ وَابْنِ السَّبِيلِ إِنْ كُنْتُمْ آمَنْتُمْ بِاللَّهِ وَمَا أَنْزَلْنَا عَلَى عَبْدِنَا يَوْمَ الْفُرْقَانِ يَوْمَ الْتَقَى الْجَمْعَانِ وَاللَّهُ عَلَى كُلِّ شَيْءٍ قَدِيرٌ ۝٤١﴾ [الأنفال:41].
ويرى الشيعة أن وجوبها يشمل أيضاً كل مال يغنمه المسلم زائد عن مؤونته السنوية.

## فرضية أداء الخمس
جاءت العديد من الأدلة في القرآن والسنة النبوية علي أن أداء الخمس من الفرائض:

### في القرآن
- ﴿وَاعْلَمُوا أَنَّمَا غَنِمْتُمْ مِنْ شَيْءٍ فَأَنَّ لِلَّهِ خُمُسَهُ وَلِلرَّسُولِ وَلِذِي الْقُرْبَى وَالْيَتَامَى وَالْمَسَاكِينِ وَابْنِ السَّبِيلِ إِنْ كُنْتُمْ آمَنْتُمْ بِاللَّهِ وَمَا أَنْزَلْنَا عَلَى عَبْدِنَا يَوْمَ الْفُرْقَانِ يَوْمَ الْتَقَى الْجَمْعَانِ وَاللَّهُ عَلَى كُلِّ شَيْءٍ قَدِيرٌ ۝٤١﴾ [الأنفال:41].

### في السنة النبوية
- أن وفد عبد القيس لما قالوا لرسول الله: | أداء الخمس من المغنم (إسلام) | إن بيننا وبينك المشركين من مضر، وإنا لا نصل إليك إلا في أشهر حرم، فمرنا بجمل الأمر إن عملنا به دخلنا الجنة وندعو إليه من وراءنا". قال: "آمركم بأربع وأنهاكم عن أربع، آمركم بالإيمان بالله. وهل تدرون ما الإيمان بالله، شهادة أن لا إله إلا الله، وإقام الصلاة، وإيتاء الزكاة، وصيام رمضان وأن تعطوا الخمس من المغنم | أداء الخمس من المغنم (إسلام) |
- قال رسول الله: | أداء الخمس من المغنم (إسلام) | أُعْطِيتُ أربعًا لمْ يُعْطَهُنَّ أحدٌ كان قبلَنا، وسَأَلْتُ ربِّي الخَامِسَةَ فَأَعْطَانِيها: كان النبيُّ يُبْعَثُ إلى قَرْيَتِه ولا يَعْدُوها، وبُعِثْتُ كَافَّةً إلى الناسِ وأُرْهِبَ مِنَّا عَدُوُّنا مَسِيرَةَ شهرٍ. وجُعِلَتْ لِيَ الأرضُ طَهورًا ومساجدَ. وأُحِلَّ لَنا الخُمُسُ، ولمْ يَحِلَّ لأَحَدٍ كان قبلَنا. وسَأَلْتُ ربِّي الخَامِسَةَ، سَأَلْتُهُ أنْ لا يلقاهُ عَبْدٌ من أُمَّتي يُوَحِّدُهُ إلَّا أدخلَهُ الجنةَ، فَأَعْطَانِيها | أداء الخمس من المغنم (إسلام) |
- عن ابن عباس : «كان رسول الله ﷺ إذا بعث سرية فغنموا، خمَّس الغنيمةَ فضرب ذلك في خمسةٍ ثم قرأ: ﴿وَاعْلَمُوا أَنَّمَا غَنِمْتُمْ مِنْ شَيْءٍ فَأَنَّ لِلَّهِ خُمُسَهُ وَلِلرَّسُولِ﴾ [الأنفال:41][4]»
- عن عبد الله بن شقيق، عن رجل من بلقين قال: «أتيتُ رَسولَ اللهِ ﷺ وهوَ بِوادِي القُرَى، وهوَ يَعرِضُ فَرسًا، فقلتُ: يا رسولَ اللهِ، ما تقولُ في الغَنيمةِ؟ فقال: للهِ خُمُسُها، وأربَعةُ أخماسٍ للجيشِ، قلتُ: فما أَحدٌ أَولى بِه من أَحدٍ؟ قال: لا، ولا السَّهمُ تَستخرِجُه مِن جَنبِكَ، ليسَ أنتَ أَحقَّ بِه، مِن أخيكَ المسلمِ[5]»
- عن مصعب بن سعد بن أبي وقاص قال: «أخذ أبي من الخُمُسِ سيفًا. فأتى به النبيَّ ﷺ. فقال: هبْ لي هذا. فأبى. فأنزل اللهُ عزَّ وجلَّ: ﴿يَسْأَلُونَكَ عَنِ الْأَنْفَالِ قُلِ الْأَنْفَالُ لِلَّهِ وَالرَّسُولِ﴾ [الأنفال:1][6]»
- قال رسول الله: «ردُّوا علَيهم نساءَهُم وأبناءَهُم، فمِن مسَكَ بشيءٍ من هذا الفيءِ، فإنَّ لَهُ بِهِ علَينا ستَّ فرائضَ من أوَّلِ شيءٍ يُفيئُهُ اللَّهُ علَينا، ثمَّ دَنا يعني النَّبيَّ صلَّى اللَّهُ علَيهِ وسلَّمَ من بَعيرٍ، فأخذَ وبَرةً من سَنامِهِ، ثمَّ قالَ: يا أيُّها النَّاسُ، إنَّهُ ليسَ لي من هذا الفَيءِ شيءٌ، ولا هذا ورفعَ أصبُعَيْهِ إلَّا الخُمُسَ، والخمُسُ مَردودٌ عليكُم، فأدُّوا الخياطَ والمِخيَط. فقامَ رجلٌ في يدِهِ كَبَّةٌ من شَعرٍ فقالَ: أخذتُ هذِهِ لأُصْلِحَ بِها برذَعةً لي. فقالَ رسولُ اللَّهِ ﷺ: أمَّا ما كانَ لي ولبَني عبدِ المطَّلبِ فَهوَ لَكَ. فقالَ: أمَّا إذ بلغَتْ ما أرى فلا أرَبَ لي فيها ونبذَها[7]»

## الفرق بين أحكام الغنيمة والفيء

### الغنيمة
- الغنيمة هو كل ما أخذ من الكفار بقوة الخيل والركاب أو ما يقوم مقامهما في كل زمن، ويدخل في الغنيمة سلاح العدو وعتاده والحيوان من خيل وماشية وذهب وفضة وكل ما يصلح من متاع الدنيا من النساء والعبيد حتى الخيط والإبرة.
- حكمها: توزع علي المجاهدين كلٍ على قدر مساهمته وعدته وعتاده، ويصرف الخمس لله والرسول ولذي القربي واليتامي والمساكين.

### الفيء
- الفيء ما أخذ منهم بغير قوة كأن يطلبوا الصلح ويستسلموا على عهد، وكالأموال التي يصالحون عليها.
- حكمها: تصرف كلها في المصارف التي حددها القرأن فقال الله: ﴿مَا أَفَاءَ اللَّهُ عَلَى رَسُولِهِ مِنْ أَهْلِ الْقُرَى فَلِلَّهِ وَلِلرَّسُولِ وَلِذِي الْقُرْبَى وَالْيَتَامَى وَالْمَسَاكِينِ وَابْنِ السَّبِيلِ كَيْ لَا يَكُونَ دُولَةً بَيْنَ الْأَغْنِيَاءِ مِنْكُمْ وَمَا آتَاكُمُ الرَّسُولُ فَخُذُوهُ وَمَا نَهَاكُمْ عَنْهُ فَانْتَهُوا وَاتَّقُوا اللَّهَ إِنَّ اللَّهَ شَدِيدُ الْعِقَابِ ۝٧﴾ [الحشر:7].

## أحكام الخمس

### عند السنة
الخمس من غنائم الحرب فقط.

وقيل في الركاز أيضًا، فعن أبي هريرة قال: 
| أداء الخمس من المغنم (إسلام) | أن رسولَ اللهِ صلى الله عليه وسلم قال: العَجْماءُ جُبارٌ، والبِئرُ جُبارٌ، والمَعْدِنُ جُبارٌ، وفي الرِّكازِ الخُمُسُ | أداء الخمس من المغنم (إسلام) |

وقال مالك والشافعي، والجمهور على أن الركاز هي كنوز الجاهلية المدفونة في الأرض، وقالوا: «لا خمس في المعدن بل فيه الزكاة إذا بلغ قدر النصاب»، وهو المأثور عن عمر بن عبد العزيز.

### عند الشيعة
طبقًا للمذهب الجعفري، يؤخذ الخمس من كل من:
1. الغنائم الماخوذة من الحرب حيث ياخذ منها الخمس.
2. الأموال التي تزود عن المؤنة الشخص وعائلته مهما كان مبلغها وتخرج كل سنة.
3. الركاز وهو المال المدفون تحت الأرض إذا تجاوز قيمته النصاب فقط.
4. مايخرج من البحر بالغوص مثل اللؤلؤ والمرجان إذا تجاوزت قيمته مثقال الذهب.
5. المال الحرام المختلط بالذمة.
6. شراء الذمي للارض، أي إذا اشترى الذمي أرضا من مسلم وجب على الذمي بالذات أن يدفع خمس سعر الأرض.

## إلى من يدفع الخمس؟
- قال الشافعية والحنابلة: تقصم الغنيمة -وهي أموال الخمس- الي خمسة أجزاء متساوية واحد منها سهم الرسول، ويُصرف على مصالح المسلمين، وواحد يُعطى لذوي القربى، وهم مَن انتسب إلى هاشم بالأبوّة مِن غير فرق بين الأغنياء والفقراء. والثلاثة الباقية تُنفق على اليتامى والمساكين وأبناء السبيل سواء أكانوا مِن بني هاشم أو مِن غيرهم.
- أما الحنفية فهم يقسمون الأموال إلى ثلاثة فقط حيث قالوا إن سهم الرسول قد سقط بوفاته وأما ذوي القربى فهم كغيرهم من الفقراء يعطون لفقرهم لا لقرابتهم من الرسول.
- قالت المالكية أن أموال الخمس ترجع إلى ولي الامر يتصرف بها كما يشاء.
- قال سفيان الثوري، وأبو نعيم، وأبو أسامة، عن قيس بن مسلم: «سألت الحسن بن محمد بن الحنفية عن قول الله تعالى : (واعلموا أنما غنمتم من شيء فأن لله خمسه وللرسول) قال هذا مفتاح كلام، لله الدنيا والآخرة . ثم اختلف الناس في هذين السهمين بعد وفاة رسول الله ﷺ فقال قائلون : سهم النبي ﷺ تسليما للخليفة من بعده . وقال قائلون : لقرابة النبي ﷺ . وقال قائلون : سهم القرابة لقرابة الخليفة . فاجتمع قولهم على أن يجعلوا هذين السهمين في الخيل والعدة في سبيل الله، فكانا على ذلك في خلافة أبي بكر وعمر»
- كان أبو بكر الصديق يصرف سهم الرسول ﷺ وقرابته في دعم الجهاد أي في الخيل وفي العتاد، فعن جبير بن مطعم أنه قال:«أنَّ رسولَ اللَّهِ ﷺ لم يَقسِم لبَني عبدِ شَمسٍ، ولا لبَني نوفلٍ منَ الخمُسِ شيئًا، كما قسمَ لبَني هاشمٍ، وبَني المطَّلب قالَ: وَكانَ أبو بَكْرٍ يقسمُ الخمسَ نحوَ قَسمِ رسولِ اللَّهِ ﷺ، غيرَ أنَّهُ لم يَكُن يُعطي قُربى رسولِ اللَّهِ ﷺ، كما كانَ يُعطيهِم رسولُ اللَّهِ ﷺ، وَكانَ عُمرُ يعطيهِم منه، وعثمان بعده.[10]»